# Plectrohyla
Genre
Synonymes
- Cauphias Brocchi, 1877

Plectrohyla est un genre d'amphibiens de la famille des Hylidae.

## Répartition
Les 18 espèces de ce genre se rencontrent sur les hauts plateaux d'Amérique centrale.

## Liste des espèces
Selon Amphibian Species of the World (9 juin 2017) :
- Plectrohyla acanthodes Duellman & Campbell, 1992
- Plectrohyla avia Stuart, 1952
- Plectrohyla chrysopleura Wilson, McCranie & Cruz-Díaz, 1994
- Plectrohyla dasypus McCranie & Wilson, 1981
- Plectrohyla exquisita McCranie & Wilson, 1998
- Plectrohyla glandulosa (Boulenger, 1883)
- Plectrohyla guatemalensis Brocchi, 1877
- Plectrohyla hartwegi Duellman, 1968
- Plectrohyla ixil Stuart, 1942
- Plectrohyla lacertosa Bumzahem & Smith, 1954
- Plectrohyla matudai Hartweg, 1941
- Plectrohyla pokomchi Duellman & Campbell, 1984
- Plectrohyla psiloderma McCranie & Wilson, 1999
- Plectrohyla pycnochila Rabb, 1959
- Plectrohyla quecchi Stuart, 1942
- Plectrohyla sagorum Hartweg, 1941
- Plectrohyla tecunumani Duellman & Campbell, 1984
- Plectrohyla teuchestes Duellman & Campbell, 1992

## Publication originale
- Brocchi, 1877 : Description d'un nouveau genre de Phaneroglosse Hylaeforme (Plectrohyla guatemalensis). Bulletin de la Société Philomathique de Paris, sér. 7, vol. 1, p. 92-93 (texte intégral).